# Granica ziarna

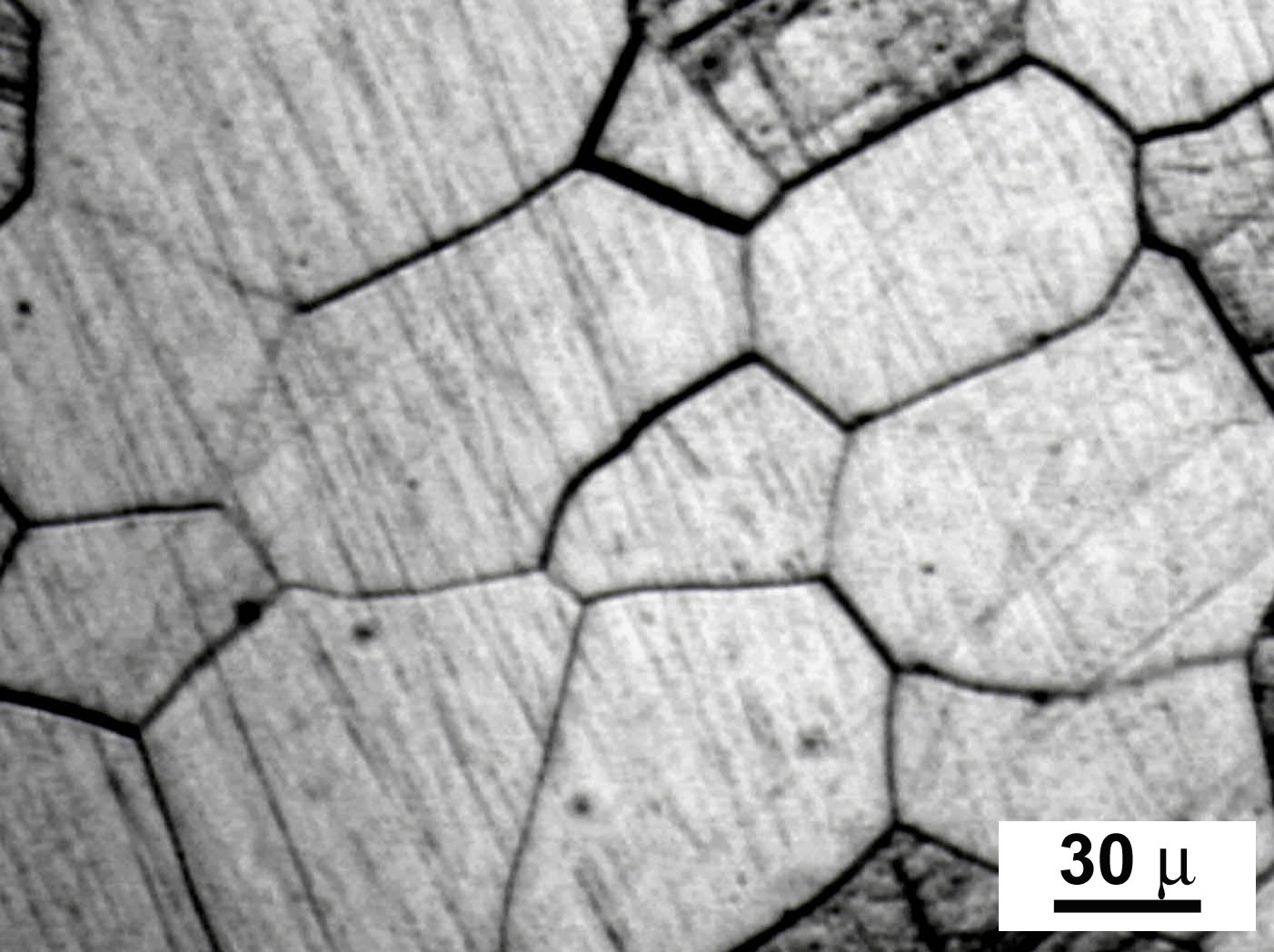
Mikrostruktura polikrystalicznego stopu tytanu z wyraźnymi ziarnami (szare obszary) i granicami (czarne linie) po wytrawieniu

Granica ziarna – wewnętrzne powierzchnie graniczne oddzielające dwa kryształy lub ziarna o takim samym składzie chemicznym, różniące się tylko orientacją krystalograficzną. Granice ziaren są to defekty powierzchniowe wpływające na własności materiału (np. przewodności cieplnej, przewodności elektrycznej).

## Ogólne informacje
W wyniku różnicy orientacji stykających się ziarn w obszarze granic powstaje strefa atomowego niedopasowania i zostaje zakłócona periodyczna budowa kryształu. Stopień atomowego niedopasowania zależy od typu granicy i kąta dezorientacji θ. Granice ziaren są miejscami energetycznie uprzywilejowanymi, dlatego są istotne z punktu widzenia miejsc krystalizacji nowych faz. Są istotne, również w przypadku zagadnień związanych z pełzaniem. Pozytywny wpływ istnienia granic ziaren polega na spowalnianiu ruchy dyslokacji. Odbywa się to przez umocnienie poprzez rozdrobnienie ziarna. Umocnienie spowodowane jest zwiększeniem powierzchni granic ziaren, kosztem wielkości samych ziaren w materiale.

## Granice małego i dużego kąta

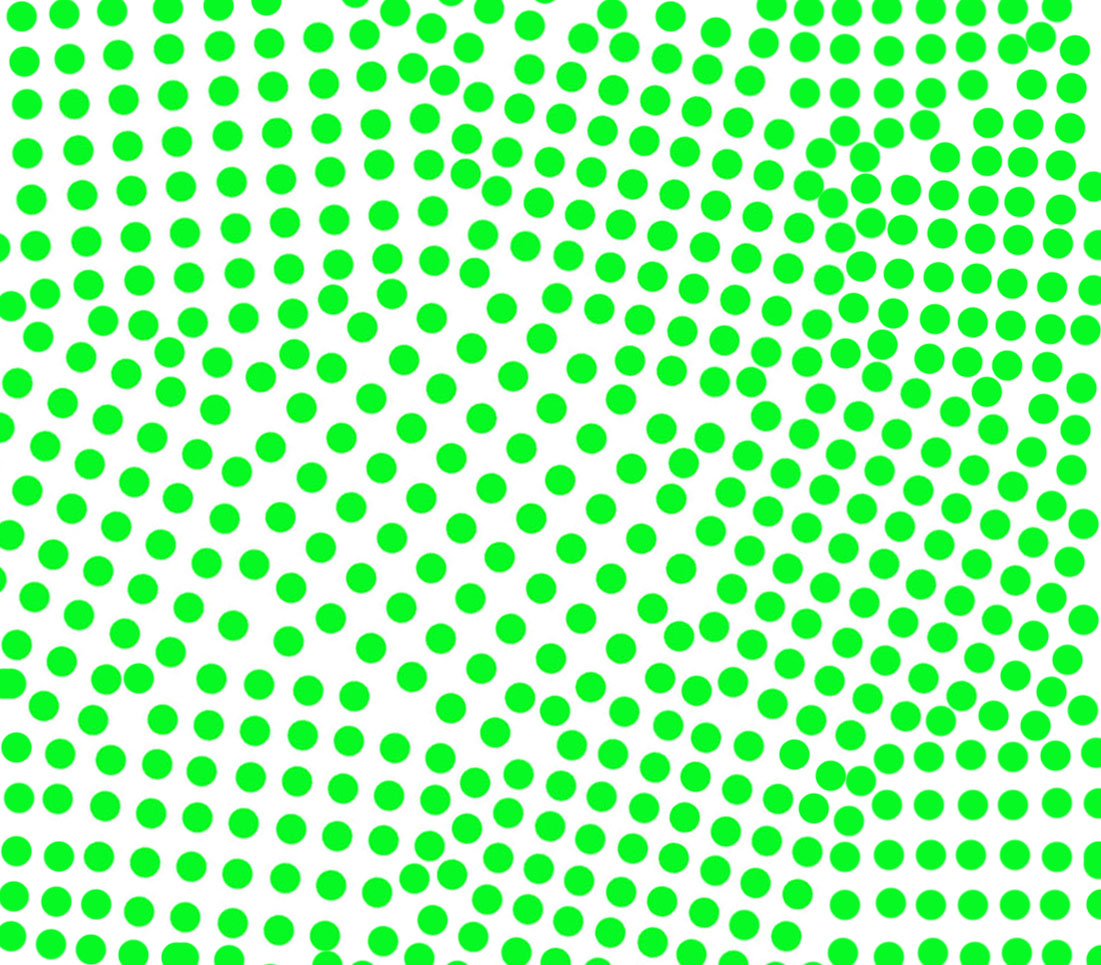
Różnie zorientowane ziarna w materiale polikrystalicznym

Rys. 1. Schematyczne przedstawienie a) granicy nachylonej (daszkowej) i b) granicy skręconej pomiędzy dwoma wyidealizowanymi granicami ziaren

Granice ziaren są strefami o szerokości 2–3 średnic atomowych, w których występuje niedopasowanie atomowe struktury krystalicznej sąsiednich ziarn. Dochodzi do zakłócenia periodycznej budowy kryształu. Następuje przesunięcie atomów z ich pozycji równowagi (granice ziaren są miejscami o zwiększonej energii). Pod względem budowy granic (stopnia dezorientacji) można podzielić je na granice:
- małego kąta (wąskokątowe),
- dużego kąta (szerokokątowe)[3][4].

### Granice małego kąta
Granice małego kąta (także: granice wąskokątowe, granice podziarn) są to powierzchnie styku dwóch kryształów o kącie dezorientacji sieci wynoszącym najwyżej kilkanaście stopni (<15°). Niedopasowanie jest kompensowane przez występowanie dyslokacji w granicach. Wyróżnia się wtedy dyslokacyjną strukturę granic ziaren małego kąta. Granice małego kąta można podzielić na dwa podtypy:
- granica nachylona (daszkowa) – łączy kryształy o wspólnym kierunku krystalograficznym równoległym do granicy.
- granica skręcona (skrętna) – łączy kryształy o wspólnym kierunku krystalograficznym prostopadłym do granicy[3][4][5] (rys. 1).

Rzadko granice małego kąta są czysto daszkowe. Najczęściej należy je rozpatrywać jako nałożone na siebie granice daszkowe i skrętne.

### Granice dużego kąta
Granice dużego kąta (także: granice szerokokątowe) są to powierzchnie styku dwóch kryształów o kącie dezorientacji sieci większym od 15°. Występują dwa szczególne przypadki granic dużego kąta:
- granica koincydentna (symetryczna) – granica nachylona symetrycznie do określonej płaszczyzny krystalograficznej obu kryształów
- granica bliźniacza[3][4].

W obszarze granicy ułożenie atomów charakterystyczne dla wnętrza ziarn jest zaburzone. Granica dużego kąta zawiera liczne dyslokacje oraz wybrzuszenia, występy.

## Energia granicy

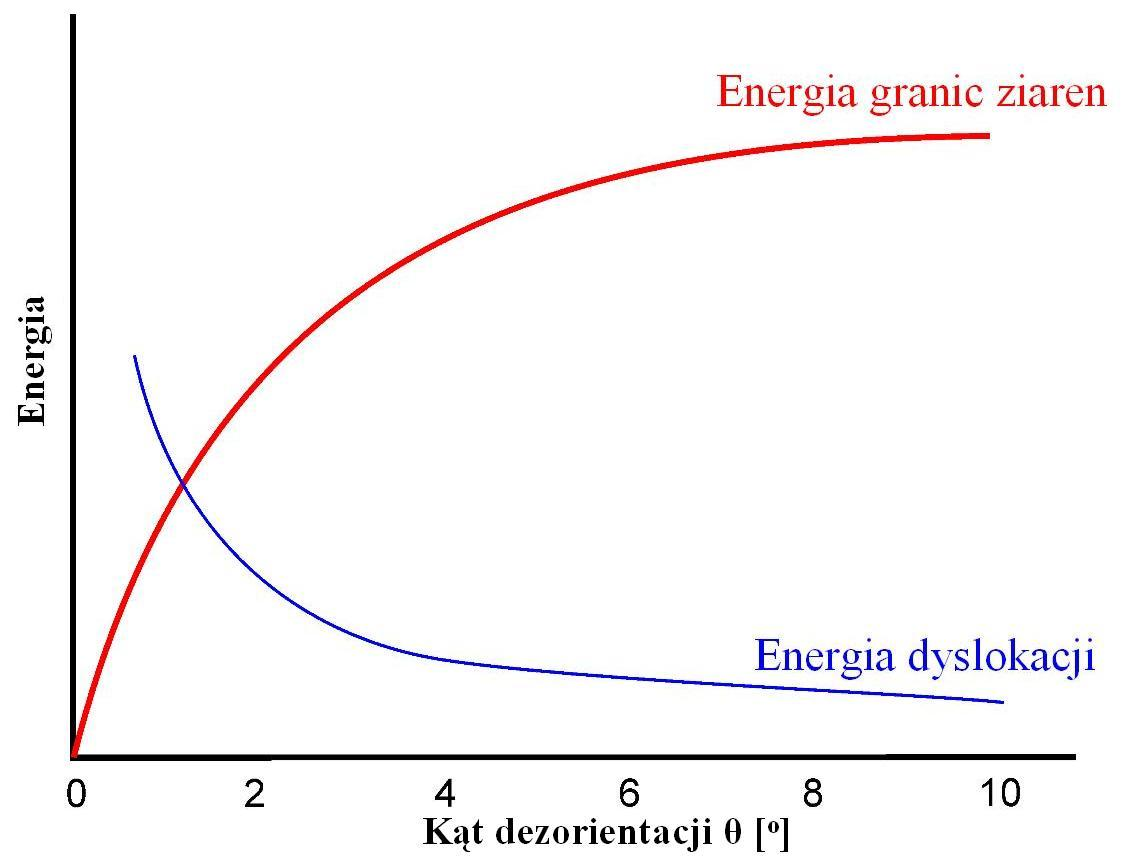
Rys. 2. Schematyczny wykres przedstawiający wpływ anihilacji dyslokacji na energię granic daszkowych

Energia granicy małego kąta zależy od kąta dezorientacji θ pomiędzy sąsiadującymi ziarnami, aż osiągną wielkość granic dużego kąta. W przypadku granic nachylonych (daszkowych) ich energia zależy od występowania dyslokacji charakteryzowanych przez wektor Burgersa i wektor położenia linii dyslokacji. Oszacowując energię można wykorzystać model matematyczny Reada-Shockleya:
{\displaystyle \gamma _{s}=\gamma _{0}\cdot \theta \cdot (A-\ln \theta ),}
gdzie:
{\displaystyle \theta ,\gamma _{0},A} – wielkości zależne od współczynników sprężystości i wielkości opisujących dyslokacje.
{\displaystyle \theta ={\frac {b}{d}},\;\gamma _{0}={\frac {G\cdot b}{4\pi (1-\nu )}},\;A=1+\ln \left({\frac {b}{2\pi \cdot r_{0}}}\right),}
gdzie:
{\displaystyle G} – moduł sprężystości poprzecznej [Pa],
{\displaystyle \nu } – współczynnik Poissona,
{\displaystyle r_{0}} – odległość między dyslokacjami w granicy ziarna [m],
{\displaystyle b} – wektor Burgersa,
{\displaystyle d} – wektor położenia linii dyslokacji.
Konsekwencją tego równania jest stwierdzenie, że energia granic ziaren małego kąta wzrasta wraz z zanikiem dyslokacji. Jest to podstawą procesów zdrowienia i poligonizacji. Powodują one częściowy zanik dyslokacji poprzez stworzenie warunków umożliwiających anihilację dyslokacji o przeciwnych znakach, leżących w równoległych płaszczyznach poślizgu (rys. 2).
W przypadku granic dużego kąta istnieje kilka teorii opisujących ich energię. Żadna jednak w sposób pełny nie określa aspektów związanych z energią. Najbardziej rozbudowaną jest teoria CSL (ang. Coincidence Site Lattice theory). Zakłada się, że energia granic dużego kąta nie zależy od kąta dezorientacji {\displaystyle \theta } z wyjątkiem granic bliźniaczych i koincydentnych.

## Migracja granic ziaren
Migracja granic małego kąta wpływa na zdrowienie, poligonizację i zarodkowanie, a migracja granic dużego kąta ma wpływ na procesy rekrystalizacji i wzrostu ziaren. Ruchliwość wszystkich granic ziaren jest indukowana termicznie lub poprzez wywieranie ciśnienia.
Uznaje się, że ruchliwość granic małego kąta jest znacznie niższa, niż granic dużego kąta. Takie założenie jest prawdziwe gdy:
- ruchliwość granic małego kąta jest proporcjonalna do ciśnienia na nie działającego
- szybkość migracji jest powiązana z dyfuzją objętościową
- ruchliwość wzrasta wraz ze stopniem dezorientacji.

Ruch granic dużego kąta determinowany jest przez transport atomów pomiędzy sąsiadującymi granicami. Powoduje to związanie takiego procesu z występowaniem danej sieci krystalicznej, temperatury, ilości domieszek oraz defektów struktury.